# Barthélemy d'Eyck
Barthélemy d'Eyck o Barthélemy van Eyck (antes de 1420 — después de 1470) fue un pintor e iluminador de manuscritos primitivo flamenco que desarrolló su trabajo en Borgoña y el sur de Francia. Antes de ser identificado con este nombre, sus obras eran atribuidas a un maestro anónimo que recibía los nombres de "Maestro del cœur d'amour épris" o "Maestro del rey René".

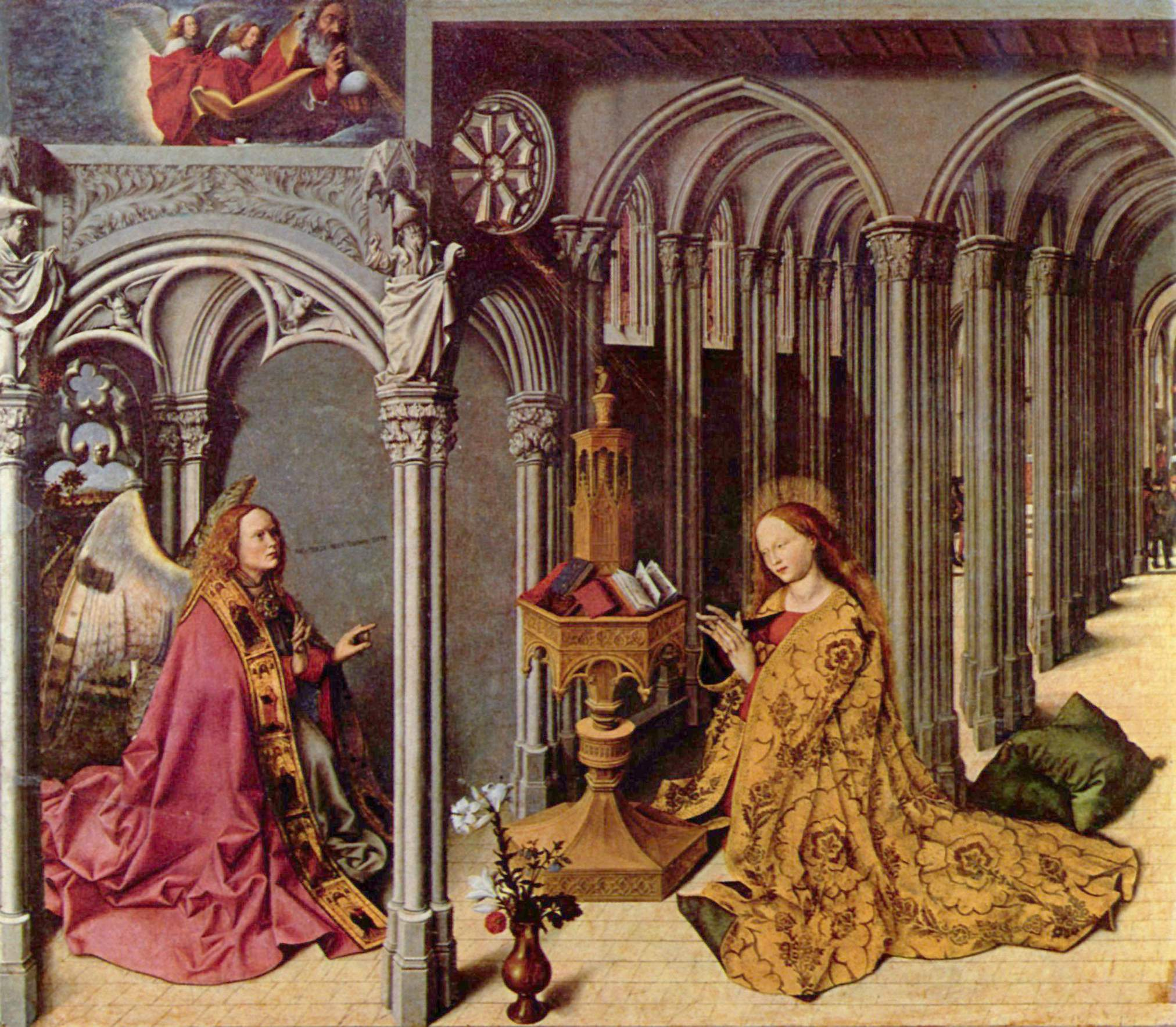
Panel central de la Anunciación de Aix.

Era originario del principado de Lieja. Por su apellido, probablemente fuera pariente de Jan van Eyck. Su padrastro era un mercader de telas que siguió a René d'Anjou (Renato I de Nápoles, un príncipe de la familia Valois), futuro patrono de Barthélemy, en su viaje a Nápoles y el sur de Francia.
Está registrado su trabajo en el taller de Jan van Eyck; y para 1430 se registra su intervención en la iluminación del Libro de horas de Milán-Turín. Un pintor llamado Barthélemy trabajó en Dijon para Felipe III, duque de Borgoña en 1440, y se supone que fue él. En 1444, Barthélemy d'Eyck estaba en Aix-en-Provence, posiblemente trabajando para Enguerrand Quarton. Está registrada su presencia en Nápoles, donde pudo recibir la influencia de las obras de Colantonio; y a su vez influir en la de Antonello da Messina. Barthélemy viajó con René d'Anjou a Aquitania y en muchas ocasiones a Angers, lo que prueba una gran confianza con su patrón.
Se ha señalado la influencia del arte de Barthélemy d'Eyck en algunos retablos españoles, como el de la Virgen de Belén en Laredo. Tal influencia pudo provenir de la presencia de numerosos españoles en la corte de René d'Anjou, cuya madre, Yolanda, era de origen aragonés.

## Obras
Se ha acreditado su autoría de la Anunciación de Aix, un tríptico actualmente desmontado y disperso entre Aix-en-Provence, Bruselas, Ámsterdam y Róterdam. Fue encargado en 1441 por um mercader de telas que conocía al padre de Barthélemy. La obra combina influencia de los primitivos flamencos, como Robert Campin y Jan van Eyck, con la de Claus Sluter, que trabajó en Dijon, y la de Colantonio, de Nápoles. Es la única pintura de grandes dimensiones que se ha conservado y que se le atribuye. Las demás son ilustraciones de libros encargadas por René d'Anjou. René era un artista amateur y, por mucho tiempo se le atribuyeron las ilustraciones ahora atribuidas a Barthélemy. 
En pequeño formato, las obras que se le atribuyen con más certeza son las ilustraciones de un libro de horas conservado en la Biblioteca Morgan de Nueva York y cinco ilustraciones añadidas al Libro de Horas de René d'Anjou, conservado en la Biblioteca Británica (uno de los libros de horas de Angers). Además, entre los manuscritos más conocidos, el Livre du cœur d'Amour épris (romance caballeresco, probablemente escrito por d'Anjou) y la Théséide o Teseida de Viena (traducción francesa de la Teseida o Il Teseida delle nozze d'Emilia, de Bocaccio), ambos en la Biblioteca Nacional de Austria en Viena). 
Varios autores le identifican con el maestro anónimo llamado "Maestro de las sombras" (caracterizado por el uso de sombras), que añadió más ilustraciones a Las muy ricas horas del Duque de Berry con posterioridad a las de los hermanos Limbourg. La obra perteneció a René por un tiempo y, en algunas ilustraciones, es posible identificar el chateau de René en Saumur. El resto de las ilustraciones de ese libro fueron añadidas más tarde por Jean Colombe.

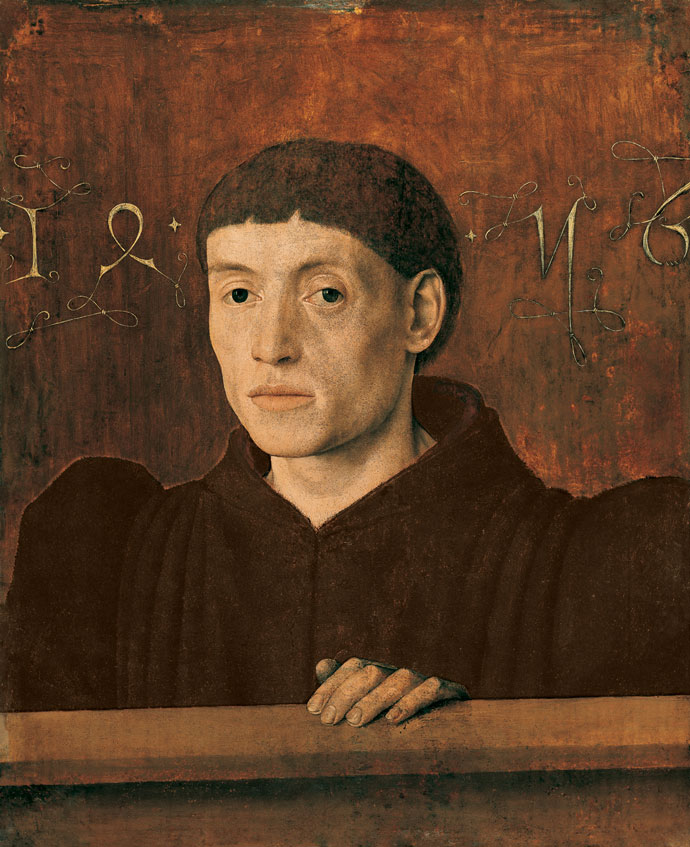

- La Sagrada Familia ante una chimenea, 1435, catedral de Le-Puy-en-Velay.
- Retrato de hombre de 1456,[9] óleo sobre pergamino sobre tabla, 51 × 41 cm, Museo Liechtenstein, Viena.